# 2009年チェンナイ・オープン
2009年チェンナイ・オープン(2009 Chennai Open)は、2009年1月5日から1月10日にかけてインド・チェンナイのSDATテニススタジアムにて開催された男子プロテニスツアーのATPツアートーナメント大会である。サーフェスは屋外ハードコート。大会グレードは250シリーズに属す。本年で通算14回目の開催となる。

## シングルス

### シード選手
| 国         | 選手                     | ランク | シード |
| ---------- | ------------------------ | ------ | ------ |
| ロシア     | ニコライ・ダビデンコ     | 5      | 1      |
| スイス     | スタニスラス・ワウリンカ | 13     | 2      |
| クロアチア | マリン・チリッチ         | 23     | 3      |
| クロアチア | イボ・カロビッチ         | 26     | 4      |
| ドイツ     | ライナー・シュットラー   | 33     | 5      |
| イタリア   | カルロス・モヤ           | 42     | 6      |
| セルビア   | ヤンコ・ティプサレビッチ | 49     | 7      |
| ベルギー   | マルセル・グラノリェルス | 56     | 8      |

- 2008年12月29日付のランキングに基づく

### 主催者推薦
以下の3名が主催者推薦で本戦に出場した。
- ルーカス・ドロウヒー
- ソムデブ・デブバルマン
- プラカシュ・アムリトラジ（英語版）

### 予選勝者
以下の4名が予選を勝ち上がり本戦に出場した。
- ロハン・ボパンナ（英語版）
- ダナイ・ウドムチョク（英語版）
- ラジーブ・ラム
- フラビオ・チポラ（英語版）

## 優勝

### シングルス
マリン・チリッチ def.  ソムデブ・デブバルマン, 6–4, 7–6(3)
- チリッチにとって今シーズン初、キャリア通算2度目のツアーシングルス優勝となった[1]。

### ダブルス
エリック・ブトラック /  ラジーブ・ラム def.  ジャン＝クロード・シェラー /  スタニスラス・ワウリンカ, 6-3, 6-4
- ブトラックにとって今シーズン初、キャリア通算4度目のツアーダブルスタイトル獲得となり、ラムにとってキャリア初となるツアーダブルスタイトル獲得となった[2]。